# Ciocia
La ciòcia o zampitto, chiòchiera o, in nap., sciòscio, è una calzatura diffusa in ambienti particolarmente poveri di alcune regioni montuose dell'Italia centro-meridionale e nei Balcani.

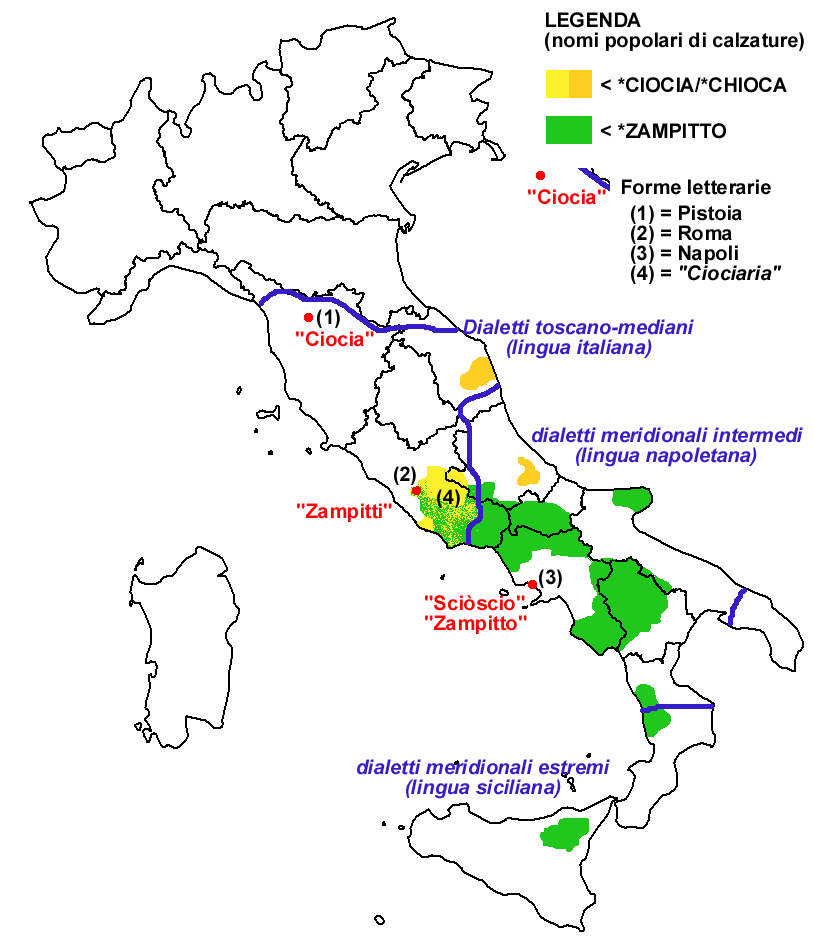
Rappresentazione intuitiva degli areali di diffusione delle denominazioni ciocia e zampitto.

## Folclore
La parola deriverebbe dal latino soccus attraverso il romanesco, nome di un'antica calzatura. Le cioce che diedero il nome spregiativo ai poveri pastori di alcune aree montane a sud-est di Roma di ciociari, da cui poi emerse il nome Ciociaria (secondo un uso iniziato a Roma) e che, a partire dal regime fascista venne impropriamente imposto alla provincia di Frosinone, sono calzature composte da ampie suole di cuoio trattato che avvolgono il piede fermate alla gamba con delle corregge.
Erano le calzature tipiche dei pastori più poveri delle regioni montuose dell'Italia centro-meridionale e dei Balcani, indossate sia dagli uomini che dalle donne; flessibili ma ben ancorate alla gamba, si adattavano a tutti i terreni lasciando gran libertà di movimento nel lavoro. Il loro uso si è andato progressivamente perdendo; in epoca contemporanea è possibile vederle solo in occasione di eventi folcloristici e di promozione turistica.
Vengono indossate assieme alle cosiddette "pezze" (un'unica fascia di tessuto bianco che avvolge completamente piede, caviglia e polpaccio), dagli uomini sotto a dei pantaloni lunghi fino al ginocchio, stretti inferiormente da lacci, dalle donne invece sotto le gonne.

## Galleria d'immagini

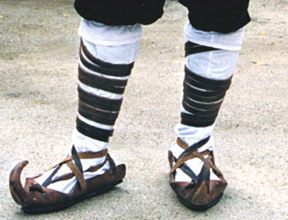
Le cioce in un'esibizione folcloristica
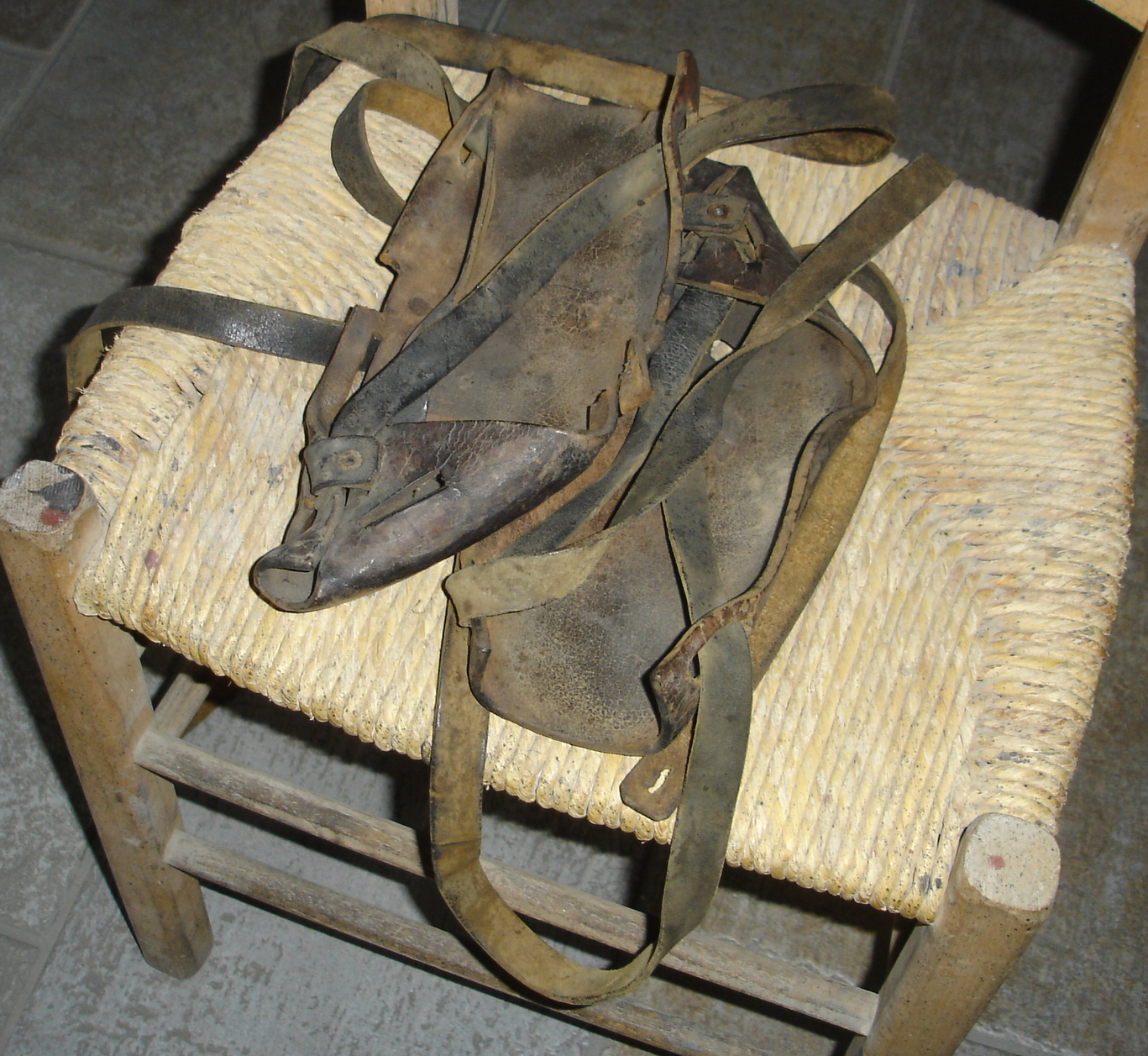
Ciocie d'uso tradizionale
Zampitti dell'Etna
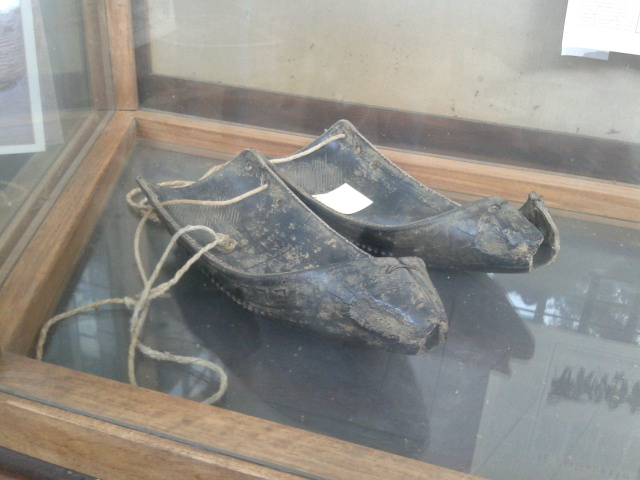
Ciocie esposte nel museo della civiltà contadina e pastorale di Avezzano